# Sorana Gurian
Sorana Gurian (pseudonim al Sarei Gurfinchel; n. 18 noiembrie 1913, Comrat, județul Tighina, Regatul României – d. 10 iunie 1956, Paris) a fost o prozatoare, traducătoare și publicistă.

## Biografie
După ce absolvă liceul la Tighina și își ia bacalaureatul, în 1931, se înscrie la Universitatea din Cernăuți și apoi la cea din Iași; studii la Sorbona.
În 1937 devine membră a cenaclului Sburătorul condus de Eugen Lovinescu. După 23 august 1944 este numită director al ziarului Universul.
În 1949 Sorana Gurian emigrează în Franța și se integrează în viața intelectuală a exilului românesc. Colaborează cu Radio Europa liberă și organizează în locuința sa un cenaclu literar, frecventat de majoritatea scriitorilor români refugiați la Paris, precum Mircea Eliade, Emil Cioran, Virgil Ierunca, Paul Celan, E. Ionescu, Monica Lovinescu și Constantin Amăriuței.
În 1940 a debutat publicistic, în Revista Fundațiilor Regale, cu nuvelele Medalionul și Narcoza, incluse ulterior, în același an, în volumul Întâmplări dintre amurg și noapte.

## Opera
- Zilele nu se întorc niciodată, București, 1945; traducere franceză (Les jours ne reviennent jamais), Paris, 1952;
- Întâmplări dintre amurg și noapte, București, 1946;
- Les Mailles du filet, Paris, 1950; traducere română (Ochiurile rețelei) de Cornelia Ștefănescu, prefață de Nicolae Florescu, București, 2002;
- Les Amours impitoyables, Paris, 1953;
- Recit d'un combat, Paris, 1956.

## Traduceri
- A.S. Griboedov, Prea multă minte strică, București, 1945 (în colaborare cu Zaharia Stancu);
- J.B. Priestley, Lumina dragostei, București, 1946;
- Hans Prager, L'Hopital des mers froides, Paris, 1954;
- F.L. Neher, Mars aller-retour, prefață de Werner von Braun, Paris, 1955.